# 測光

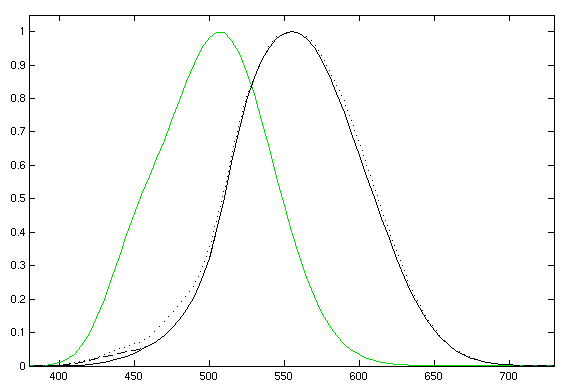
明所視（黒線）と暗所視（緑線）の分光視感効率。グラフ中にはCIE 1931 標準データ（実線）とJudd-Vos (1978)の修正データ（破線）、Sharpe, Stockman, Jagla & Jägle (2005)のデータ（点線）を含み、横軸は波長 nmを表す。

光学における測光（そっこう、英:Photometry）とは、ヒトの眼に知覚される輝度の観点から光を測定することである。
人間の感覚が基準となっている点で、光を含む電磁波の絶対的な量である放射エネルギーを測定する放射測定とは明確に区別される。しかし最新の測光では、放射エネルギーをそれぞれの波長において、人の明るさ感覚をモデル化した分光視感効率という関数で重み付けすることができる。通常この関数は明所視での感度分布であるが、同じ目的で暗所視での感度や他の関数を用いることもできる。この重みづけは国際照明委員会（CIE）や国際標準化機構（ISO）で標準化されている。

## 測光と眼
人間の眼は可視光の波長範囲内でも、全ての波長に対して全く同じ感度を持っているわけではない。測光では、測定された放射エネルギーをそれぞれの波長でその波長でのヒトの視覚の感度を表す係数で重み付けをすることでこの違いを表現する。人間の眼の光に対する応答を波長関数として標準化したモデルは、光度関数として与えられる。さらに、同じ人間の眼でも明るい場所に順応した状態（明所視）と暗い場所に順応した状態（暗所視）では、応答の度合いの波長関数はまた異なる。測光は通常明所視の状態に基づいて行われるため、月明かりや星明かりの下のような、色の違いを識別できない暗い環境下で測光を行っても知覚された光源の明るさが正確に表されないことがある。明所視は3.4 cd/m2を超える環境下での目の反応で、暗所視は2 × 10−5  cd/m2を下回る明るさで起こる。薄明視はこの制限値の中間で起こり、分光的な反応は特徴づけられていない。

## 測光量

測光量と放射量の比較

電磁波の放射の効果を測定することが科学における1つの分野になったのは18世紀末である。測定技術は研究中の効果によって変化し、様々な名前が付いた。サーモメーターで測定された赤外線放射による熱の効果は、総エネルギーや仕事についての放射の単位を制定することにつながった。そして人間の眼を検出器として使う方法では、人間の目の応答特性に重み付けされた測光の単位が制定された。また、紫外線に対する化学的影響の研究から、単位時間当たりの光子の数で表される総線量・光量測定の単位が生まれた。
その結果、測光の測定分野では多くの異なる測定単位が使用されている。なぜこれだけ多くの単位が必要とされているのか、また変換できないとされている単位間（例えばカンデラとルーメンなど）でどうにか変換を行えないのか、ということはこの分野の初学者にとってよくある疑問である。これは、「重い」という形容詞は重量に対しても、そして密度に対しても使われうるが両者は根本的に違う概念であることと同じ考え方によって、「明るい」という形容詞が高い光束（ルーメンで表す）をもたらす光源についても、そして暗い背景に対して非常に狭い範囲のビームで光束を集中させる光源や光（カンデラで表す）についても使われるが、両者は違う概念であることで説明できる。
光が三次元空間を伝搬する方法のバリエーションの多さ（拡散、集中、反射、乱反射など）と、光が様々な波長を含んでいることから、行われている測光の種類も数多くあり、それと同じだけ異なる単位や量も存在している。
例えば、会社のオフィスなどでは多数の天井埋め込み式の蛍光灯によって合成された高い光束によって明るく照らされている一方で、そのオフィスで使われているレーザーポインターは光束は非常に小さく部屋を照らすことは到底できないが一方向に限れば眼が眩むほどの明るさを持つ。この違いを1つの単位で表せないので、多くの異なる量や単位が現存している。
| 測光量         | SI単位                                 | SI単位 | 備考                         |
| 測光量         | 名称                                   | 記号   | 備考                         |
| -------------- | -------------------------------------- | ------ | ---------------------------- |
| 光度エネルギー | ルーメン秒                             | lm⋅s   | 放射量における放射エネルギー |
| 光束           | ルーメン（またはカンデラステラジアン） | lm     | 放射量における放射束         |
| 光度           | カンデラ                               | cd     | 放射量における放射強度       |
| 輝度           | カンデラ毎平方メートル                 | cd/m2  | 放射量における放射輝度       |
| 照度           | ルクス（またはルーメン毎平方メートル） | lx     | 放射量における放射照度       |
| 光束発散度     | ルクス（またはルーメン毎平方メートル） | lx     | 放射量における放射発散度     |
| 視感効果度     | ルーメン毎ワット                       | lm/W   |                              |
| 発光効率       | ルーメン毎ワット                       | lm/W   | ランプ効率とも呼ぶ           |

### 測光量と放射量
光についての量には、測光量と放射量という2つの異なる体系が存在する。一方の単位体系に存在する全ての量は、もう一方の体系に対応する量が存在する。例として、
- 輝度（測光量）と放射輝度（放射量）
- 光束（測光量）と放射束（放射量）
- 光度（測光量）と放射強度（放射量）

測光量の体系においては全ての量が波長に応じて人間の眼の分光感度特性に重み付けされているが、放射量の体系では何にも重み付けされていない絶対的な光の量そのものを扱っている。例えば、サルや人間の眼は赤色光よりも緑色光に敏感なので、放射強度が同じ光源でも緑色の光源の方が赤色光源より測光量の光束は大きくなる。さらに眼の感度を持たない可視光以外の波長では、どんなに強い放射でも測光量は0になる。例えば赤外線ヒーターからの放射はわずかな赤色光の他はほとんどが赤外線であるため、1000 Wの暖房ヒーターは1000 Wの放射強度を実際に放っているが、測光するとわずかな値のルーメンしか示さない。この感度は人間特有のもので、たとえば昆虫は紫外線にも感度を持つ種がある。
| 物理量         | SI単位                             | 記号    | 備考                     |
| -------------- | ---------------------------------- | ------- | ------------------------ |
| 放射エネルギー | ジュール                           | J       | 光における光度エネルギー |
| 放射束         | ワット                             | W       | 光における光束           |
| 放射強度       | ワット毎ステラジアン               | W/sr    | 光における光度           |
| 放射輝度       | ワット毎ステラジアン毎平方メートル | W/sr/m2 | 光における輝度           |
| 放射照度       | ワット毎平方メートル               | W/m2    | 光における照度           |
| 放射発散度     | ワット毎平方メートル               | W/m2    | 光における光束発散度     |
| 分光放射輝度   | ワット毎ステラジアン毎立方メートル | W/sr/m3 |                          |
| 分光放射照度   | ワット毎立方メートル               | W/m3    |                          |

### ワットとルーメン
ワットは放射束の単位で、ルーメンは光束の単位である。ワットとルーメンを比較することは、放射単位と測光単位を比較するうえで役に立つ。
ワットは電力の単位であり、現代の人々は電球などの照明器具の明るさをワットで表記することに慣れている。この表記において電力は放出された光の量を計測しているのではなく、その照明器具が消費した電力の量を表している。それでも、一般家庭用の白熱電球はどれも似たような特性（同じエネルギースペクトル分布）を持っているため電力同士の比較は光量同士の比較と良く対応しており、一般消費者にとっては電球の絶対的な光量は問題ではなく電球間の明るさの相対比較しか行わないためこの違いは問題にならない。
ワットは出力量の直接的な尺度にもなる。放射測定の観点で測定すると、白熱電球のエネルギー効率は80%で、残りの20%は光以外の形で失われる（ランプのベース回路の抵抗など）。このため、60 Wの電球からの放射の総量は45 Wとなる。ここで注意すべきは、白熱電球の場合放射はほとんどが赤外線であることである。実際に白熱電球の用途としてほとんどは照明としてであるが、中にはひよこの孵化器のように熱源として使うこともある。照明の観点では白熱電球はほとんどを光源として役立たない赤外線として消費するので非効率である。実際、電球形蛍光灯は15 Wの消費電力で、60 W白熱電球と同じだけの可視光を放射できる。
一方でルーメンは測光における出力光の単位である。ほとんどの国の消費者は照明器具の明るさを電力ベースの単位で考えていたが、アメリカ合衆国では数十年にわたり、電球の出力表示はルーメンで表記することが流通の上で要求されている。60 Wの白熱電球や、15 Wの電球型蛍光灯はこのような国では900 lmと表記されて販売される。
ルーメンは1 Cdの点光源が1ステラジアンの範囲に与える光の量として定義される。カンデラはSI基本単位の1つで、1/683 W/ srの放射強度（1/683という値は、この定義に改められる前にカンデラの定義として用いられていた標準ろうそくの光度と揃えるために設定された）になるような540THz（波長で555 nmの緑色光に相当し、人間の眼が最も感度のいい波長である）の単一波長の光源で定義される。これらの定義を組み合わせると、1/683 Wの波長555 nmの緑色光が1ルーメンの光を発する。
これらの関係は単純な倍率では変換できないが、おおよそ60 Wの白熱電球や15 Wの電球型蛍光灯が900 lmという目安で広く認識されている。この定義は1 Wの純粋な555 nmの光が683 lmに相当するというだけで、他の波長については言及していない。理由は、ルーメンはあくまで測光の単位なので、ワットとの関係はその波長が人間の眼にどのように見えるかに依存するからである。極端な例だと、紫外線や赤外線は目に見えないのでそもそもルーメンには数えられない。1 Wの赤外線は0 lmなのである。可視波長の中でも光の波長は前述の光度関数で重みづけされ、たとえば700 nmの赤色光は555 nmの緑色光に対して0.4%の感度しかないため、1 Wの赤色光はわずか2.7 lmにしか相当しない。この重みづけの一部である電磁スペクトルの可視部分を合計しただけであるので、ルーメンの単位からは色は分からない。

## 測光の技術
測光は、光に当たると種類によって様々なプロセスで電気信号を発する、光検出器と総称される装置を用いて行う。この検出器の応用先として簡単なものには、ある一点に入射する光の総量を測定する光度計や、周囲の明るさに応じて照明器具のスイッチを切り替える自動点灯装置などがある。
照明器具の業界などではさらに複雑な形態の測光が行われている。たとえば、測定対象の照明を中心に配置し、それを全方位から覆う大きなグローブ状の測定器で照明の光の指向性を測定する球面光度計（積分球）などがある。また、同様の測定が、照明の周囲を3軸で回転し照明からの光を全方位から測定するタイプのフォトセルも使われている。
照明器具をゴニオフォトメーターや回転ミラー式光度計で測定することで、測定する照明を点光源と近似して見なせる十分な距離を一定に保った状態で測定できる。ゴニオフォトメーターは回転する2軸テーブルでフォトセルに対する照明の向きを変化させ、回転ミラー式光度計はすべての方向における照明の光をモーターが内蔵された回転鏡でフォトセルに向けて反射させる。いずれの方法でも、集めたデータから得られた光度は照明設計に利用される。

## 非SI単位での測光の単位

### 輝度
- ランバート (単位)（L）- 1 L={\displaystyle {\frac {10^{4}}{\pi }}} cd/m2（約3183.1 cd/m2）に相当する。
- スチルブ（sb）- 1 sb=10-4cd/m2に相当する。

### 照度
- フットキャンドル（英語版）（fc）- 1 fc=10.76 lxに相当する。
- フォト（ph）- 1 ph=104lxに相当する。